# Arthur Müller (Unternehmer)

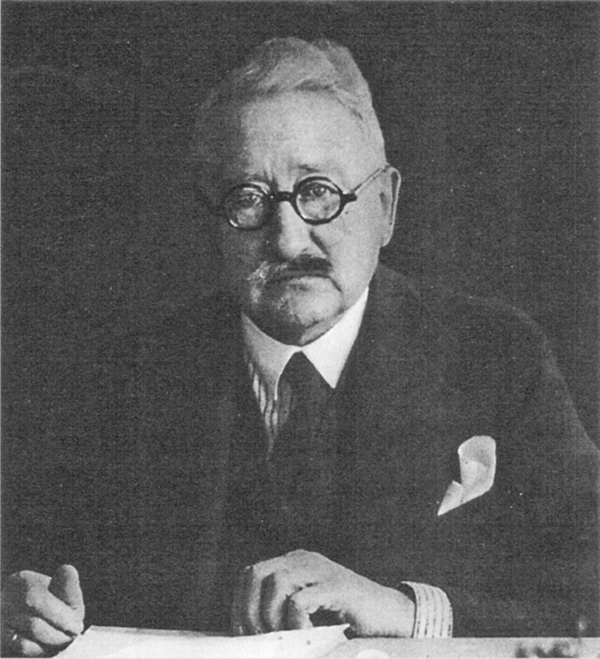
Arthur Müller

Arthur Müller (geboren am 23. Oktober 1871 als Aron Müller in Stuhm, Westpreußen; gestorben am 19. Januar 1935 in Berlin) war ein deutscher Unternehmer und Erfinder. Bekannt wurde er vor allem als einer der Gründer und Direktor der Deutschen Flugplatz Gesellschaft, die den Flugplatz Johannisthal, den ersten kommerziell betriebenen deutschen Flugplatz in Berlin-Johannisthal, initiierte, errichtete und betrieb sowie durch die von ihm nach dem Ersten Weltkrieg aufgebauten AMBI-Werke.

## Leben und wirtschaftliche Tätigkeit
Aron Müller wurde als dritter Sohn der Kaufleute Jeanette und Max Müller geboren, er hatte noch drei Schwestern. Über seine Jugend ist wenig bekannt. Ab 1885 besuchte er das Gymnasium im schlesischen Schweidnitz, außerdem absolvierte er eine kaufmännische Lehre.
Müller erhielt am 7. November 1912 durch eine Verfügung des Berliner Polizeipräsidenten die Erlaubnis, seinen jüdischen Vornamen Aron offiziell in Arthur zu ändern.

### Land- und Industriebauten AG
Ab 1895 arbeitete er als Vertreter für mehrere Düngemittel- und Futterhersteller. Er erfand ein spezielles Futtermittel aus Melasse und einem amerikanischen Mais-Glukose-Fabrikat, das von der landwirtschaftlichen Hochschule Bonn positiv beurteilt wurde. 1902 gab Müller das Futtermittelgeschäft auf und widmete sich einer neuen Tätigkeit. Aus seinen Verbindungen zu Landwirten wusste er, dass ihnen oft Lagerraum fehlte. Deshalb entwickelte er gemeinsam mit einem Techniker Scheunen in Leichtbauweise, bestehend aus einem Holzskelett, das mit Holz oder Planen verkleidet werden konnte. Diese Erfindung ließ er sich patentieren. Nach der Aufnahme weiterer Gesellschafter zur Finanzierung der Expansion des Unternehmens firmierte dieses ab 1908 als Arthur Müller Land- und Industriebauten AG. Die von Müller entwickelten Leichtbauten fanden auch in der Luftfahrtindustrie als Ballon- und Luftschiffhallen, bald aber auch als Flugzeughallen Verwendung. Für die erste Internationale Luftschiffahrt-Ausstellung Frankfurt 1909 baute er alle Luftschiffhallen auf eigenes Risiko und vermietete sie an den Veranstalter.

### Flugplatz Johannisthal

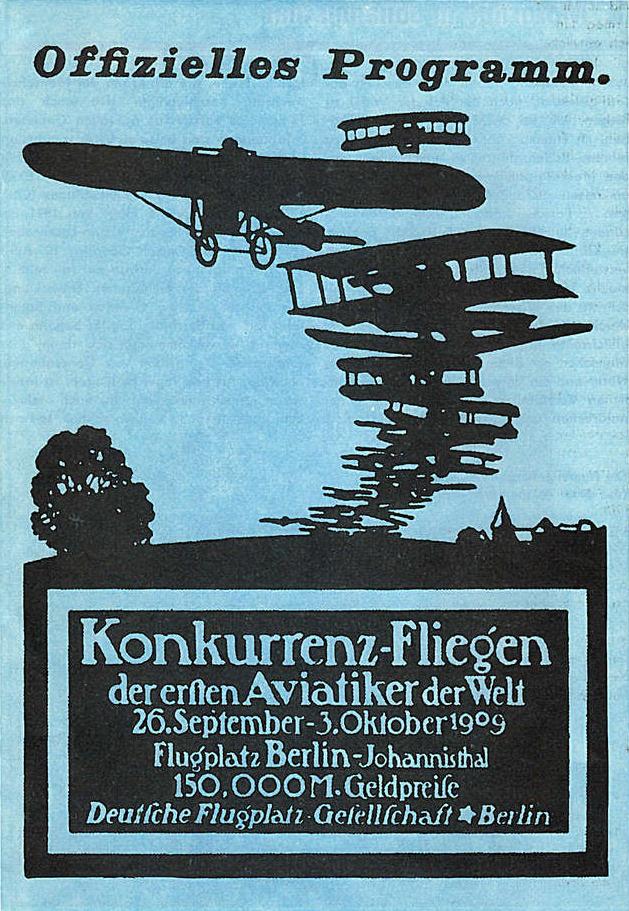
Deckblatt des Programms zur Inbetriebnahme des Flugplatzes Berlin-Johannisthal ab dem 26. September 1909

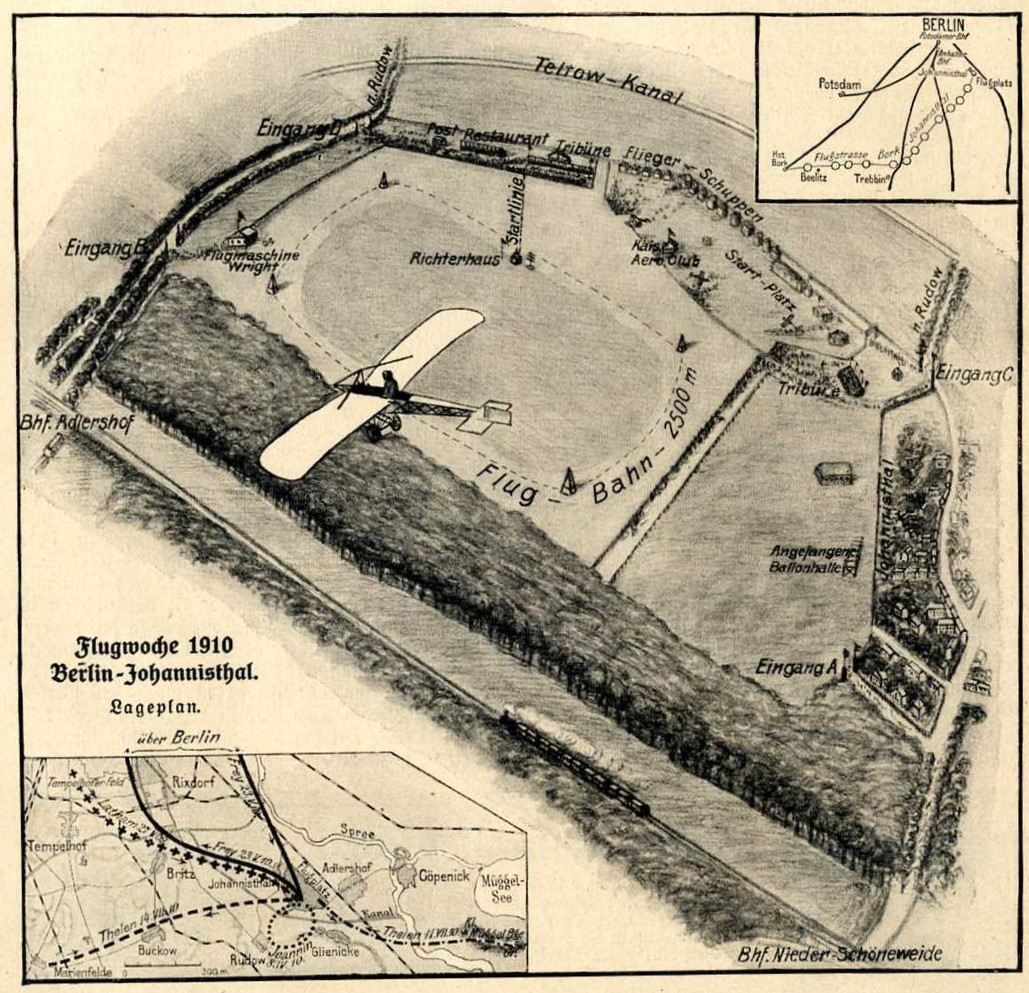
Lageplan zur Flugwoche 1910 in Berlin-Johannisthal

Über den Direktor der Frankfurter Ausstellung, Georg von Tschudi, erfuhr er von den Plänen, in Berlin einen Motorflugplatz zu errichten. Bis dahin fanden Luftschifflandungen und erste Motorflugversuche auf Truppenübungsplätzen wie dem Tempelhofer Feld statt, was die Entwicklung einer zivilen Luftfahrt auf die Dauer behinderte. Über seine früheren Kontakte zum Agrarbereich konnte Müller erreichen, dass die zu gründende Deutsche Flugplatz Gesellschaft das Gelände des künftigen Flugplatzes Johannisthal günstig vom preußischen Forstfiskus pachten konnte.
Zur Finanzierung des Flugplatzes waren von Anfang an vor allem die Einnahmen aus Eintrittsgeldern von Besuchern des täglichen Flugbetriebs und von Flug-Großveranstaltungen vorgesehen. Die meisten der dazu benötigten Flugplatzbauten wie Holzschuppen als Flugzeughallen, Zuschauerabsperrungen, Kassenhäuschen, Zuschauertribünen errichtete sein Unternehmen, die Arthur Müller Land- und Industriebauten AG. Der Flugplatz wurde mit einem Konkurrenz-Fliegen ab dem 26. September 1909 eröffnet.
Die von Müller gegründete Terrain-Aktien-Gesellschaft am Flughafen Johannisthal-Adlershof (Tagafia) erwarb schließlich das Gelände des Flugplatzes Johannisthal, wobei 31 % der Fläche den Gemeinden Johannisthal und Adlershof für kommunale Zwecke kostenlos abzutreten waren. Außerdem ließ sich Müller ein persönliches Vorkaufsrecht am Flugplatzgelände für einen stattlichen Betrag von der Terrain-Aktien-Gesellschaft abkaufen.
Mit mehreren ehemaligen Geschäftspartnern geriet Müller in ausufernden Rechts- und publizistischen Streit, da diese ihm unter anderem vorwarfen, sich über die Tagafia die Grundstücke in Johannisthal betrügerisch angeeignet zu haben. Mehrere Zeitungen und Zeitschriften (unter anderem Die Bank) veröffentlichten Artikel gegen Müller; schließlich erschien im Mai 1913 eine Schrift von Albert Greeven unter dem Titel Moderne Gründungen, die antisemitische Töne anschlug. Die darin über Müller verbreitete Meinung als Spekulant prägte sein Bild bis in die Gegenwart. Der Artikel Die Geschichte einer Gründung über die Tagafia in der Zeitschrift Die Bank wurde auch von Lenin ausgewertet. Müller verfasste gewissermaßen als Gegendarstellung zu Moderne Gründungen die Schrift Thersites, nicht Gracchus, in der er sich mit den Motiven seiner Widersacher auseinandersetzte.

### Luft-Verkehrs-Gesellschaft AG
1912 gründete er unter Beteiligung der Deutschen Kolonialbank am Flugplatz Johannisthal die Luft-Verkehrs-Gesellschaft AG (LVG), die sich im Ersten Weltkrieg nach den Albatros Flugzeugwerken zum zweitgrößten Flugzeugproduzenten des deutschen Kaiserreiches entwickelte.

### AMBI-Werke
Da nach dem Ersten Weltkrieg aufgrund der Bestimmungen des Versailler Vertrages die Flugzeugproduktion in Deutschland zunächst untersagt war, konzentrierte sich Müller auf andere Geschäftsfelder. Nach Übernahme der Hallen der AEG und der Rumpler-Werke wurden dort Eisenbahnwagen repariert. Im Sommer 1919 fasste Müller seine Unternehmen zu den AMBI-Werken (Arthur Müller Bauten- und Industriewerke) zusammen. Nachdem sich der Flugverkehr von Johannisthal nach Tempelhof verlagert hatte, verkaufte er das Flugplatzgelände in Johannisthal, die zahlreichen Werkstatthallen behielt er aber. Die AMBI-Werke waren ein Mischkonzern, der unter anderem in den Branchen Bau, Baustoffe, Maschinenbau, Waggonbau, Chemie, Gießerei und Holzhandel aktiv war. Für den Waggonbau wurde das Tochterunternehmen AMBI Waggonbau- und Apparate-Bau AG gegründet.
Ab 1923 unternahm Müller mit seinen beiden Söhnen eine dreijährige Reise in die USA. Dort stellte er Kontakte zur Edward G. Budd Manufacturing Co. her, die ein Verfahren zur Fertigung von Ganzstahlkarosserien für Automobile entwickelt hatte. Dabei wurden die tiefgezogenen Blechteile durch Punktschweißen miteinander verbunden und nicht mehr wie bei der Gemischtbauweise auf ein hölzernes Karosseriegerippe genagelt. Die Kontakte zu Budd mündeten nach seiner Rückkehr in die Gründung des Gemeinschaftsunternehmens AMBI-Budd Presswerk.
Zur Leipziger Frühjahrsmesse 1926 wurde auf dem Augustusplatz ein Verkehrsturm errichtet, auf dem ein AMBI-Verkehrsregler montiert war. Im Gegensatz zum Verkehrsturm am Potsdamer Platz, der mit Lichtsignalen ausgestattet war, hatte der AMBI-Verkehrsregler drehbare Formsignale und war in der Anschaffung günstiger.
Die Berliner Adressbücher 1926 und 1929 vermitteln einen Eindruck von den vielfältigen Büro- und Fertigungsstandorten der AMBI-Werke.

### Tod und Grabstätte
1934 erlitt Müller auf seinem Firmengelände in Johannisthal einen Arbeitsunfall, in dessen Folge ihm ein Bein amputiert werden musste. Zudem litt er an Diabetes.
Arthur Müller starb am 19. Januar 1935 im Alter von 63 Jahren in Berlin an den Folgen des Unfalls und seiner Krankheit. Am 25. Januar 1935 wurde er im Erbbegräbnis der Familie Müller auf dem interkonfessionellen Friedhof Heerstraße in Charlottenburg im heutigen Ortsteil Berlin-Westend beigesetzt (Grablage: 5-C-2). Zwei Tage vorher war er im Krematorium Wilmersdorf eingeäschert worden. Arthur Müller selbst hatte die Grabstelle im Jahr 1927 erworben. Vor ihm waren dort bereits sein Bruder Hermann Nathan und eine Schwiegertochter beigesetzt worden. Das Erbbegräbnis wurde nach Auslaufen der Nutzungsfrist von 60 Jahren im Jahr 1987 aufgelöst.
Davon waren die sterblichen Überreste von Arthur Müller jedoch nicht mehr betroffen. Als seine Witwe Thekla 1941 in die USA emigrieren durfte, nahm sie die Urne mit und ließ sie in einem Grab auf dem Linden Hill Cemetery im New Yorker Stadtbezirk Queens beisetzen.

## Familie
Arthur Müller heiratete im Herbst 1898 die aus Coburg stammende Thekla Benari (1873–1953). Aus der Ehe gingen zwei Söhne, Max Müller (1899–1983) und Ludwig Müller (1901–1989), hervor, die beide emigrieren konnten. Auch Thekla Müller konnte noch 1941 in die USA ausreisen.

## Verbleib der Unternehmen
Thekla Müller wurde gezwungen, ihre Anteile an der AMBI-Gruppe an einen Treuhänder zu übergeben. Zudem wurde sie gezwungen, ihr weiteres Vermögen weit unter Wert zu verkaufen. Nach ihrer Emigration wurde das Treuhandvermögen vom Deutschen Reich eingezogen.

## Nach 1945
Die Presswerkzeuge für die Ganzstahlkarosserie des Opel Kadett (1936) aus dem Ambi-Budd-Werk wurden zusammen mit den Kadett-Produktionsanlagen im Rüsselsheimer Werk nach dem Krieg demontiert und in die Sowjetunion transportiert. Dort wurde der Wagen in kaum veränderter Form von 1946 bis 1956 als Moskwitsch-400 weitergebaut.
Die Waggonbauhallen der ehemaligen AMBI-Werke in Berlin-Johannisthal wurden 1949 in die Vereinigung Volkseigener Betriebe (VVB) des Lokomotiv- und Waggonbaus (LOWA) eingegliedert. Nach Kriegsende wurden dort zunächst Güterwagen, zwischen 1949 und 1958 auch Straßenbahnwagen der BVG-Ost instand gesetzt. Später wurde das Gelände überwiegend durch den VEB Kühlautomat Berlin genutzt, Teilflächen von den Grenztruppen der DDR. Auf dem Grundstück Groß-Berliner Damm 80 wurde 1953 ein Gebäudekomplex errichtet, der dem Ministerium für Staatssicherheit als Büro- und Verwaltungsgebäude diente. Nach 1989 wurde der VEB Kühlautomat Berlin privatisiert. 1996 wurde der Betrieb vollständig eingestellt, seitdem fand nur eine untergeordnete gewerbliche Nutzung statt.
Nach langen Rechtsstreitigkeiten wurde die Familie von der Bundesrepublik Deutschland ab 1956 entschädigt. In der DDR unterblieb eine Entschädigung, obwohl die meisten Grundstücke und Unternehmen Müllers in Johannisthal lagen und selbst die Regelungen der SMAD die Rückgabe enteigneten jüdischen Besitzes vorsahen. Im Jahr 2002 wurde das Areal an eine Erbengemeinschaft nach Arthur Müller rückübertragen.
Heute (August 2022) befindet sich das Areal überwiegend im Eigentum einer Kooperation aus der Bauwert AG und dem Weizmann-Institut für Wissenschaften, einem Forschungsinstitut mit Sitz in Israel. Auf dem Gelände soll ein neues Wohnviertel errichtet werden. Geplant sind rund 1800 Wohnungen, davon etwa 450 Sozialwohnungen, sowie Büros, Praxen und Läden. Der Senat stimmte dem Bebauungsplan am 16. August 2022 zu.

## Ehrungen
Nach dem Tod von Arthur Müller ließen „Führer und Gefolgschaft“ der AMBI-Werke eine Todesanzeige veröffentlichen, in der sie Müller als herausragende Persönlichkeit würdigten. Das war angesichts der inzwischen herrschenden Verhältnisse nicht selbstverständlich.
Ansonsten wurden die Verdienste von Arthur Müller lange Zeit verschwiegen. Während der NS-Zeit war er als Jude verfemt, in der DDR galt er als Bodenspekulant. Erst nach der Wende wurden seine Verdienste gewürdigt. Seit 2002 trägt eine Straße in einem neu angelegten Wohngebiet an der Südwestseite des ehemaligen Flugplatzes Johannisthal seinen Namen. Auch am Flughafen Berlin Brandenburg wurde eine Straße nach Arthur Müller benannt.